# Vasiľov
Vasiľov je naseljeno mjesto u okrugu Námestovo u Žilinskom kraju u Slovačkoj.

## Stanovništvo
| Godina:     | 1993. | 2003.   | 2013.   | 2023.   |
| ----------- | ----- | ------- | ------- | ------- |
| Broj ljudi: | 764   | 758     | 824     | 823     |
| Razlika:    |       | -0,78 % | +8,70 % | -0,12 % |

| Godina:     | 2022. | 2023.   |
| ----------- | ----- | ------- |
| Broj ljudi: | 831   | 823     |
| Razlika:    |       | -0,96 % |

Prema podatcima o broju stanovnika iz 2023. godine naselje je imalo 823 stanovnika.

## Vanjske poveznice
|  | Zajednički poslužitelj ima još gradiva o temi Vasiľov |

- Službena stranica naselja (sl.)